# (35684) 1999 BO5
1999 بي أو 5 (ويعرف أيضًا باسم (35684) 1999 بي أو 5 وفق تسمية الكوكب الصغير) (بالإنجليزية: 1999 BO5)‏ هو كويكب ضمن حزام الكويكبات؛ وترتيبه 35684 من حيث الاكتشاف.
اكتُشف هذا الجُرم الفلكي بواسطة هيروشي كانيدا في 16 يناير 1999.

## وصلات خارجية
- (35684) 1999 BO5 في قاعدة بيانات مختبر الدفع النفاث لأجرام النظام الشمسي الصغيرة

- الاكتشاف · مخطط المدار ·  العناصر المدارية · المعلمات المادية

- (35684) 1999 BO5 على موقع ويكي سكاي: DSS2, SDSS, GALEX, IRAS, Hydrogen α, X-Ray, Astrophoto, Sky Map, Articles and images